# Sam Jackson
Sam Benjamin Jackson est un acteur et compositeur anglais né en septembre 1993 à Wetherby dans le Yorkshire de l'Ouest.
En 2009, il compose la bande originale de Henry & Sunny, où il joue le rôle de Stan. En 2011, il décroche le rôle d'Alexander Henley, nouveau membre de la troisième génération de la série anglaise Skins.

## Filmographie
- 2009 : Henry & Sunny - Stan
- 2011-2012 : Skins (saison 6) - Alex Henley.